# Alexandra Scheld
Alexandra Scheld (* 25. Oktober 1981 in Siegen) ist eine deutsche Tischtennisspielerin und ehemalige Jugend-Nationalspielerin. Sie wurde dreimal Deutsche Meisterin im Damen-Doppel und einmal im Gemischten Doppel. 2008 wurde sie Dritte bei den Deutschen Meisterschaften und ist sechsfache Westdeutsche Einzelmeisterin.

## Karriere
Die Niederdielfenerin Scheld, die aus der Jugend der TSG Adler Dielfen stammt und später für TG Friesen Klafeld-Geisweid (Regionalliga, bis 1997), Assistance Coesfeld (1997–2000),  SC Bayer 05 Uerdingen (2000–2005) und TTC Spich / TTC Troisdorf (2005–2007) aktiv war, spielt seit 2007 beim TuS Uentrop in der Zweiten Bundesliga, mit dem sie in der Saison 2009/10 den Dritten Platz in der Abschlusstabelle belegen konnte. In der Saison 2011/2012 und 2015/2016 wurde sie jeweils mit der Mannschaft des TuS Uentrop Meister. Der Verein hat das Aufstiegsrecht in die 1. Bundesliga aber nicht wahrgenommen, so dass sie weiterhin in der Zweiten Bundesliga spielte. 2020 trat 'Alexandra Scheld aus dem Uentroper Verein aus.
Als Sechsjährige begann Alexandra Scheld mit dem Tischtennis- und Tennisspielen. Später konzentrierte sie sich auf den Tischtennissport. Gefördert wurde sie von den Trainern Stephan Schulte-Kellinghaus (Verein) und Dirk Huber (WTTV). Ihr erster überregionale Erfolg stellte sich 1996 ein mit dem Sieg in der Westdeutschen Meisterschaft der Schülerinnen. 1997 gewann sie das WTTV-Ranglistenturnier der Damen.

## Beruf
Nach dem Abitur begann Scheld ein Studium an der Universität Siegen, das sie 2008 als Diplom-Wirtschaftsjuristin abschloss. Sie ist mittlerweile für den Caritasverband in Olpe tätig und wohnt auch dort.

## Erfolge
- Deutsche Meisterin im Damen-Doppel: 2003, 2005, 2008 (jeweils mit Nadine Bollmeier)
- Deutsche Meisterin im Gemischten Doppel: 2003 (mit Bastian Steger)
- Dritte der Deutschen Meisterschaften im Damen-Einzel: 2008
- Siegerin Bundesranglistenfinale (DTTB Top 12): 2002
- Dritte der Studenten-Weltmeisterschaften im Damen-Doppel: 2004 (mit Nadine Bollmeier)
- Westdeutsche Meisterin im Damen-Einzel: 2000, 2002, 2004, 2005, 2006, 2012
- Westdeutsche Meisterin im Damen-Doppel: 1998, 1999, 2006, 2007 mit Jessica Göbel, 2002 mit Sonja Busemann, 2003, 2005 mit Nadine Bollmeier,2008 mit Katharina Michajlova, 2009, 2011, 2012, 2014 mit Nadine Sillus, 2013 mit Jessica Wirdemann
- Westdeutsche Meisterin im Mixed: 1999, 2002 mit Vladislav Broda
- Zweite bei der Jugend-Europameisterschaft im Mädchen-Doppel: 1999 mit Xiang Meng
- Deutsche Meisterin im Mädchen-Doppel: 1999 mit Xiang Meng
- Meister der 2. Bundesliga: 1997/1998 mit Assistance Coesfeld, 2011/2012 und 2015/2016 mit TuS Uentrop

## Privat
Alexandra Schelds Schwester Friederike ist auch eine gute Tischtennisspielerin, die u. a. 2000 an den Deutschen Schülermeisterschaften teilnahm.

## Turnierergebnisse
| Verband | Veranstaltung                         | Jahr | Ort           | Land | Einzel    | Doppel    | Mixed | Team |
| ------- | ------------------------------------- | ---- | ------------- | ---- | --------- | --------- | ----- | ---- |
| GER     | Jugend-Europameisterschaft (Junioren) | 1999 | Frydek-Mistek | CZE  |           | Silber    |       |      |
| GER     | Pro Tour                              | 2003 | Bremen        | GER  | letzte 64 |           |       |      |
| GER     | Pro Tour                              | 2002 | Eindhoven     | NED  |           | letzte 16 |       |      |